# 베치 존스모얼랜드

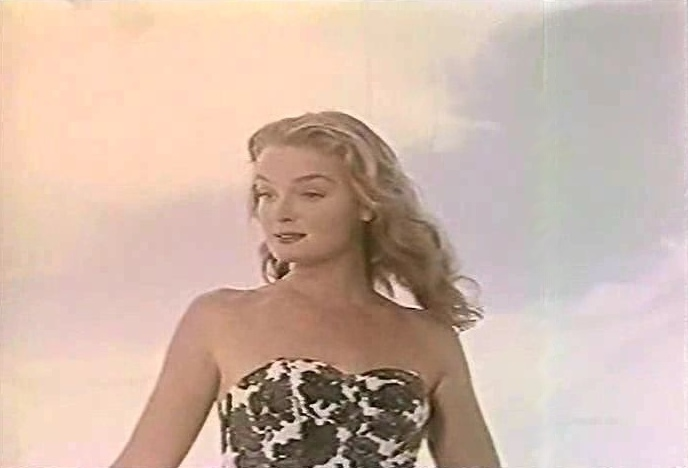

베치 존스모얼랜드(영어: Betsy Jones-Moreland, 1930년 4월 1일 ~ 2006년 5월 1일)는 미국의 배우이다.
브루클린에서 태어났으며 엘몬테에서 사망하였다. 사인은 암이다.

## 영화
- 조니 (1980년)
- 게이블 앤 롬바드 (1976년)
- 라스트 타이쿤 (1976년)
- 벤 케이시 (1961년)
- 바다에 출몰한 피조물 (1961년)
- 나의 세 아들 (1960년)
- 지상의 마지막 여인 (1960년)
- 도나 리드 쇼 (1958년)
- 바이킹 여인 (1958년)
- 서부의 파라딘 (1957년)
- 베스트 씽스 인 라이프 알 프리 (1956년)
- 애심(영어판) (1956년)